# Trüffel Milán, avagy egy kalandor élete
A Trüffel Milán, avagy egy kalandor élete Kerékgyártó István 2009-ben megjelent könyve.
Egyfajta pikareszk regény. Főhőse Trüffel Milán, egy szélhámos, aki a budai Tabánban született az 1800-as évek végén egy félig szerb, félig sváb családban. Kalandjai során bejárja az Osztrák–Magyar Monarchia területét, sőt még azon túlra is eljut. Kezdetben kisebb, majd egyre nagyobb „szakításokat” hajt végre, azokat pontos precizitással megtervezve és hidegvérrel végrehajtva. Trüffel, ahogy életútján halad, egyre inkább hedonista életművésszé válik.

## Kiadásai
- Trüffel Milán avagy Egy kalandor élete. Regény; Kalligram, Pozsony, 2009